# Europa Universalis III: Divine Wind
Europa Universalis III: Divine Wind — дополнение к Europa Universalis III, компьютерной глобальной стратегии в реальном времени от компании Paradox Interactive. Игроку предлагается возглавить одно из государств мира в период с 13 октября 1399 (в день коронации Генриха IV в Англии) по 1821 год.
В дополнении улучшен игровой процесс за страны восточной Азии. В России игра была локализована в составе сборника «Европа 3. Золотое Издание».